# Бадалбейли, Магомед Аладдин оглы
Магомед Аладдин оглы Бадалбейли (азерб. Bədəlbəyli Məhəmməd Aləddin oğlu; 27 апреля 1992, Джалилабад, Азербайджан) — азербайджанский футболист, амплуа — нападающий. Выступает в составе команды МОИК.

## Биография
Магомед Бадалбейли родился 27 апреля 1992 года в азербайджанском городе Джалилабад. В 13 лет начал заниматься футболом в спортивно-оздоровительном центре «Нефтчи», где пробыл до 16 лет. Первыми наставниками футболиста были Фазиль Аббасов и Башир Алиев.

### Чемпионат
Карьеру футболиста начал в 2009 году с выступления в составе дублеров бакинского «Нефтчи», где пробыл до 2011 года. В 2011 году переходит в клуб первого дивизиона «Локомотив» Баку, в котором выступает в течение одного сезона. С лета 2012 по январь 2013 года играет за дубль бакинского клуба «АЗАЛ». В январе 2013 года переходит в клуб первого дивизиона - ФК «Шуша», где проводит пол сезона. С сентября 2013 по май 2014 года является игроком бакинского ЦСКА, также выступающего в первой лиге. Далее, летом 2014 года, переходит в стан ФК «Нефтчала», где играет один сезон. Во время летнего трансферного окна 2015 года переходит в состав команды премьер-лиги ФК «АЗАЛ» Баку.
Статистика выступлений в чемпионате Азербайджана по сезонам:
| № | Сезон       | Клуб        | Игр | В запасе | Голов |
| - | ----------- | ----------- | --- | -------- | ----- |
| 1 | 2009 / 2011 | «Нефтчи»    | 0   | 0        | 0     |
| 2 | 2011 / 2012 | «Локомотив» | 15  | 0        | 4     |
| 3 | 2012 / 2013 | «АЗАЛ»      | 0   | 0        | 0     |
| 4 | 2012 / 2013 | «Шуша»      | 8   | 0        | 4     |
| 5 | 2013 / 2014 | «МОИК»      | 29  | 0        | 20    |
| 6 | 2014 / 2015 | «Нефтчала»  | 28  | 0        | 8     |
| 7 | 2015 / 2016 | «АЗАЛ»      | 4   | 0        | 0     |

### Кубок
Статистика выступлений в Кубке Азербайджана по сезонам:
| № | Сезон       | Клуб       | Игр | В запасе | Голов |
| - | ----------- | ---------- | --- | -------- | ----- |
| 1 | 2013 / 2014 | «МОИК»     | 1   | 0        | 0     |
| 2 | 2014 / 2015 | «Нефтчала» | 1   | 0        | 0     |

## Достижения
- 2008 год - победитель первенства Азербайджана среди футболистов 1992-1993 годов рождения, сезона 2007/08 годов, в составе «СОЦ Нефтчи» Баку;
- 2009 год - победитель первенства Азербайджана среди футболистов до 17 лет, сезона 2008/09 годов, в составе «СОЦ Нефтчи» Баку. С 38 забитыми голами становится также лучшим бомбардиром чемпионата;
- 2015 год - победитель первого дивизиона Азербайджана сезона 2014/15 годов в составе ФК «Нефтчала».